# Gampong Meulinteung
Gampong Meulinteung is een bestuurslaag in het regentschap Bireuen van de provincie Atjeh, Indonesië. Gampong Meulinteung telt 262 inwoners (volkstelling 2010).